# Khamees Saad Mubarak
Khamees Saad Mubarak (Emiratos Árabes Unidos, 4 de octubre de 1970) es un exfutbolista de los Emiratos Árabes Unidos que jugaba en la posición de delantero centro.

## Carrera

### Club
Jugó toda su carrera para el Al Shabab Al Arabi Club de 1990 a 2002, equipo con el que fue campeón nacional en 1995, ganó dos copas nacionales y ganó la Copa de Clubes Campeones del Golfo en 1992.

### Selección nacional
Jugó para Emiratos Árabes Unidos en 47 ocasiones de 1990 a 1998 y anotó 10 goles; participó en la Copa FIFA Confederaciones 1997 y en dos ediciones de la Copa Africana de Naciones.

## Logros
- UAE Pro League (1): 1994/95
- Copa Presidente de Emiratos Árabes Unidos (2): 1993/94, 1996/97
- Copa de Clubes Campeones del Golfo (1): 1992